# Фенуа-Тапу
7°14′45″ пд. ш. 177°08′50″ сх. д. / 7.2458333333333° пд. ш. 177.14722222222° сх. д.
Фенуа-Тапу — острів атолу Нуї в штаті Тувалу в Тихому океані.
Це найпівденніший і найсхідніший острів Нуї, а також найбільший за площею (1,38км2). Більшість нуїців живуть на західній частині Фенуа-Тапу, де розташоване село, що включає поселення Аламоні-Маякі та Мануталейке-Меанг (Танраке ).
Нідерландська експедиція (фрегат Maria Reigersberg ) відкрила Нуї вранці 14 червня 1825 року і назвала Фенуа-Тапу Голландським островом.

Новий острів у Тихому океані. — У липні минулого року «Поллукс», голландський військовий шлюп «Капітан Ег», відкрив новий і добре заселений острів у Тихому океані, який отримав назву «Голландський острів»: його широта і довгота розташовані на 7° 10' пд.ш. і 177° 33' 16" сх.д. від Гринвіча. Тубільці були атлетичними й жорстокими, великими злодіями, і, судячи з того, що вони не виявляли жодних ознак страху під час пострілу з мушкетів, очевидно, не знали про дію вогнепальної зброї.

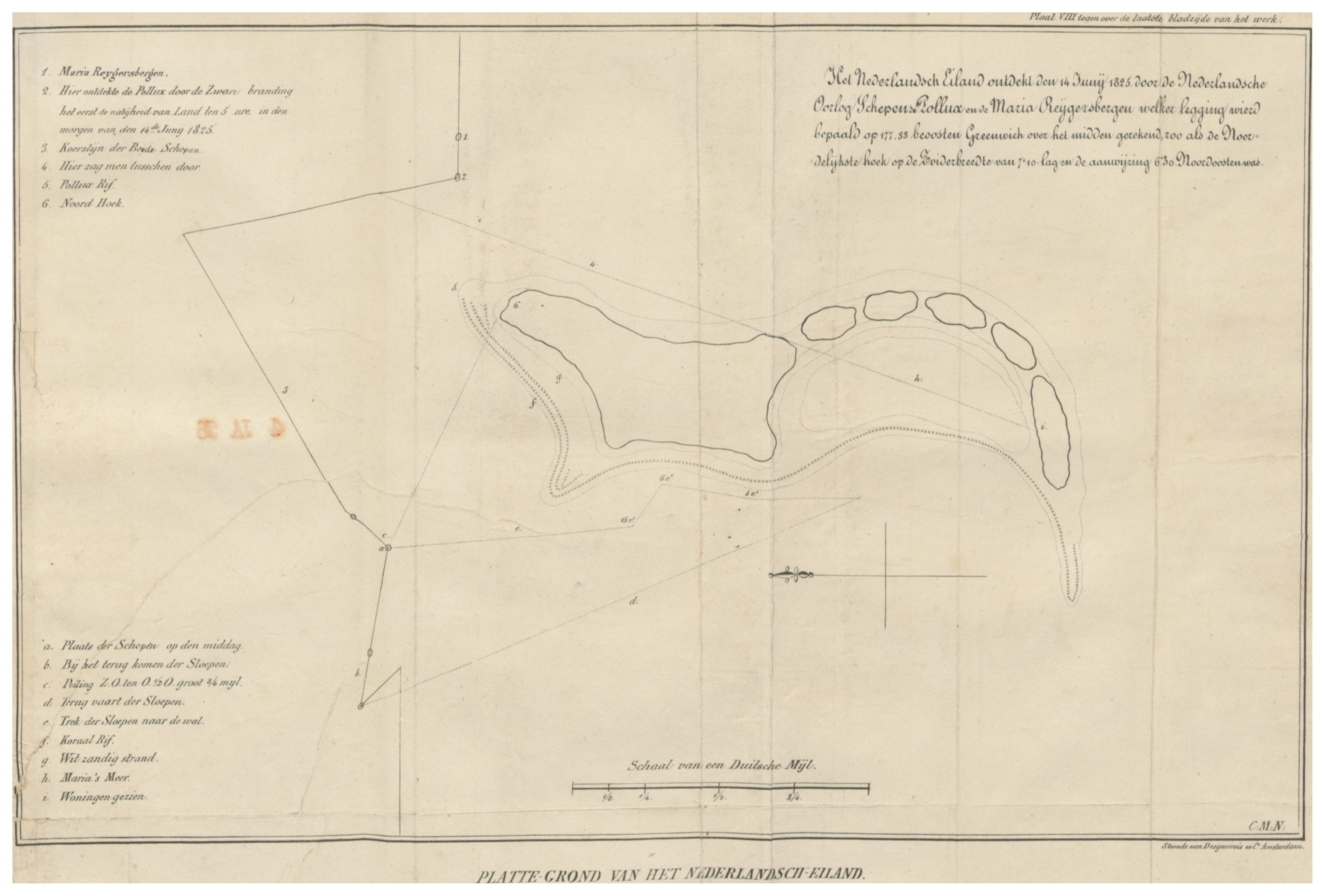
Голландська карта острова, складена в червні 1825 року
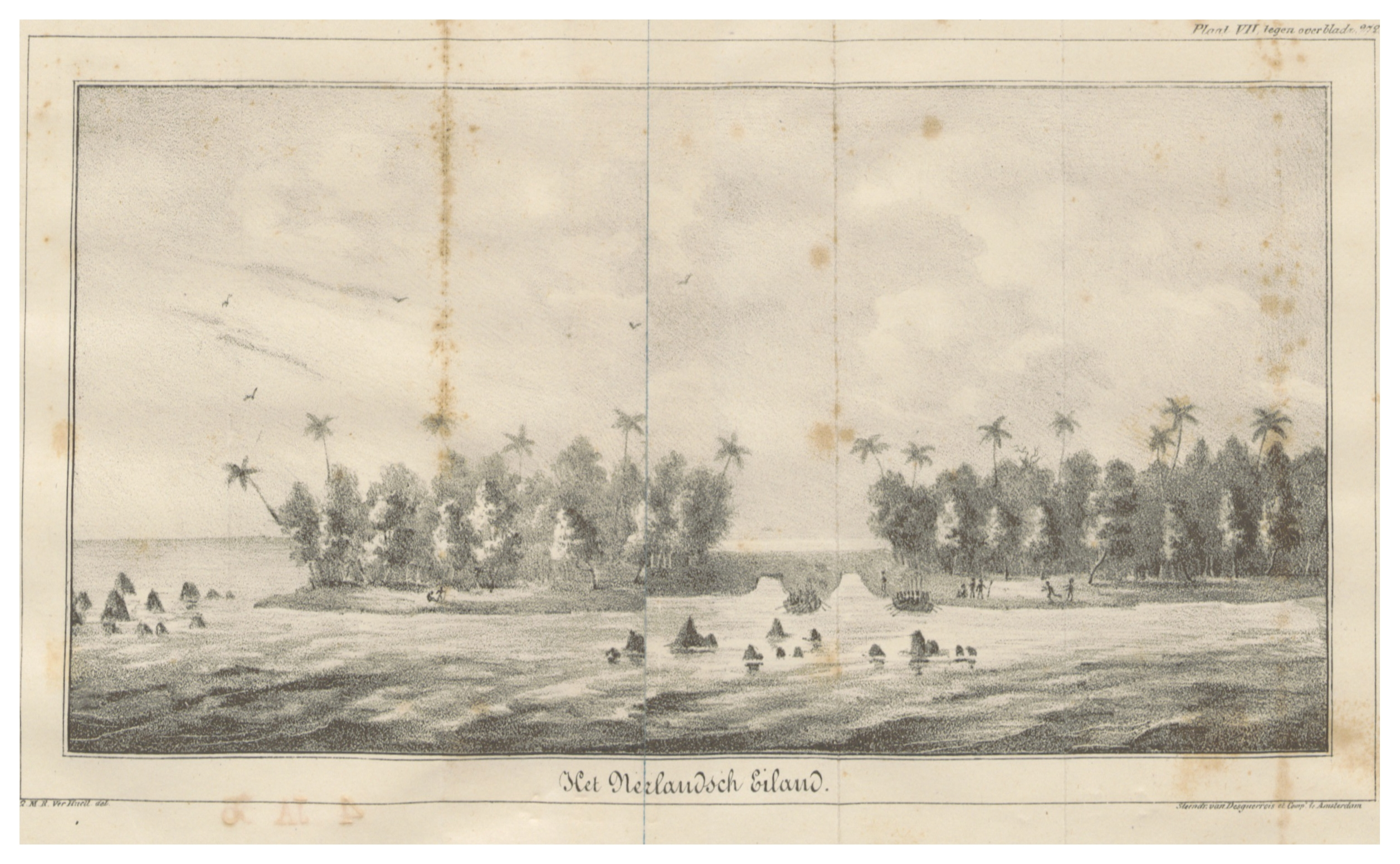
Вид на головний острів
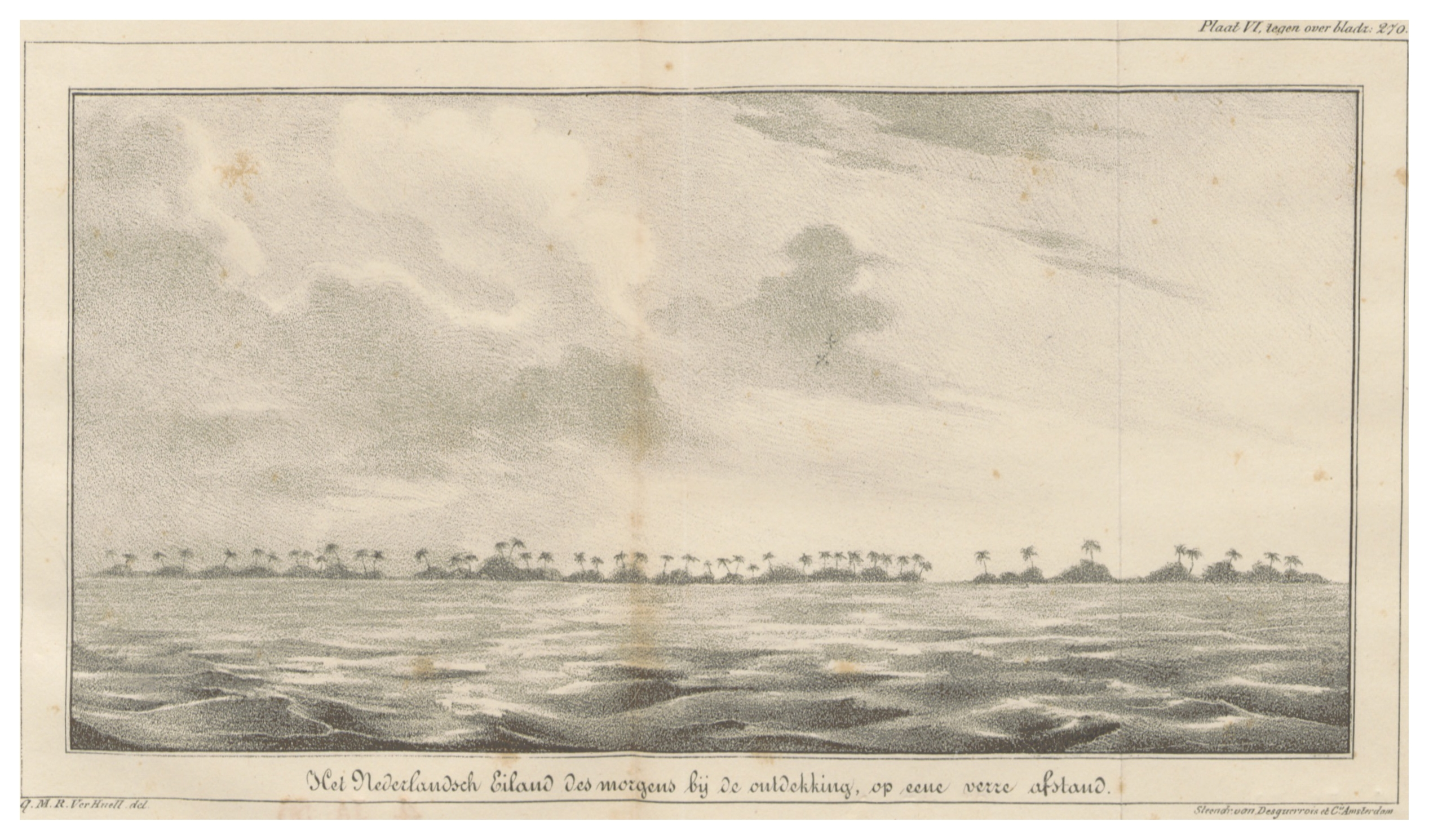
Вид на атол

## Зовнішні посилання
- Карта Нуї із зображенням Fenua Tapu Archived 06.08.2011